# MFG–Österreich Menschen – Freiheit – Grundrechte
MFG–Österreich Menschen – Freiheit – Grundrechte ist eine österreichische Impfgegner-Kleinpartei, die hauptsächlich in Oberösterreich aktiv ist. Sie gewann bei der dortigen Landtagswahl am 26. September 2021 drei Mandate. Im Februar 2022 hatte die Partei nach eigenen Angaben 23.000 Mitglieder.
Die Partei entstand im Zug der Proteste gegen Schutzmaßnahmen zur COVID-19-Pandemie und gilt als Teil der Querdenker-Bewegung in Österreich. Die Protestbewegung forderte während der Pandemie ein sofortiges Ende aller Coronaschutzmaßnahmen, wie etwa der Pflicht zum Tragen eines Mund-Nasen-Schutzes und der Verordnung von Lockdowns.

## Parteiprogramm
In ihrem Parteiprogramm lehnt die MFG neben den Coronaschutzmaßnahmen eine Impfpflicht in Bezug auf die COVID-19-Pandemie ab, fordert, dass die Pflichtmitgliedschaft in den Kammern abgeschafft wird, Staat und Kirche strikt getrennt werden, Ethikunterricht zum Pflichtgegenstand wird, multinationale Konzerne gerecht besteuert werden und das Arbeitslosengeld auf 70 Prozent des letzten Gehaltes angehoben wird. Die MFG befürwortet zudem Homeschooling abseits der Schulen, die alternative Form ist aus der Sicht der Partei gleichwertig zu einer öffentlichen Schule oder einer Privatschule.

## Organisation
Der Kern von MFG-Mitgliedern besteht neben Impfskeptikern und -gegnern laut dem Standard aus libertären Freiberuflern, die die berufsorientierten Kammern abschaffen und statt Berufspolitikern „Experten einsetzen wollen, die der Demokratie und dem Rechtsstaat direkt und unabhängig verpflichtet sind“. Die Anhänger sind überwiegend Protestwähler, die mit der etablierten Politik unzufrieden sind.
Im Februar 2023 wurde Joachim Aigner als Nachfolger von Michael Brunner zum Bundesparteiobmann gewählt, Brunner wurde Ehrenobmann. In den Bundesvorstand wurden außerdem Christian Fiala, Dagmar Häusler, Manuel Krautgartner, Petra Buchner und Karin Waltran gewählt.

## Wahlergebnisse

### Bundespräsidentenwahl 2022
Bundesparteiobmann Michael Brunner kandidierte bei der Bundespräsidentenwahl 2022. Er erhielt 2,1 Prozent der Stimmen. Laut Presseberichten gelang es Brunner rund EUR 25.000,- an Spenden für den Wahlkampf zu sammeln.

### Oberösterreich
Bei der Landtagswahl in Oberösterreich am 26. September 2021 erreichte die Partei 6,23 Prozent der abgegebenen Stimmen und ist daher mit drei Mandaten im Oberösterreichischen Landtag vertreten. Ihre besten Wahlergebnisse erhielt sie in Gemeinden mit vielen Ungeimpften. Dabei erhielt die Partei die Stimmen überwiegend von ehemaligen ÖVP- und FPÖ-Wählern. Sie ist in Oberösterreich vor allem im Bezirk Ried im Innkreis stark vertreten, wo sich nach der Gründung in acht Gemeinden Ortsgruppen gebildet haben: Aurolzmünster, Eberschwang, Geinberg, Gurten, Ried im Innkreis, Sankt Martin im Innkreis, Utzenaich und Waldzell. Mit Joachim Aigner stammt auch der aktuelle Bundesparteiobmann, damals Spitzenkandidat für die Landtagswahl in Oberösterreich 2021, aus dem Bezirk Ried.
Am 23. Oktober 2021 wurden Dagmar Häusler, Joachim Aigner und Manuel Krautgartner in der konstituierenden Sitzung der XXIX. Gesetzgebungsperiode als Abgeordnete zum Oberösterreichischen Landtag angelobt. Zum MFG-Klubobmann wurde Krautgartner gewählt.

### Niederösterreich
Bei der Gemeinderatswahl in Waidhofen an der Ybbs am 30. Jänner 2022 erreichte die MFG 17,08 Prozent der Stimmen. Diese Stimmen gingen vor allem zu Lasten der ÖVP, die die absolute Mehrheit verlor. Die MFG wurde aus dem Stand heraus drittstärkste Kraft nach ÖVP und SPÖ.
Im Vorfeld der Landtagswahl in Niederösterreich 2023 hatte die Landespartei mit internen Konflikten zu kämpfen und erhielt nur in fünf von 20 Wahlkreisen (Krems, St. Pölten, Tulln, Mödling und Baden) die zum Antritt nötigen Unterschriften. Spitzenkandidatin war die ehemalige SPÖ-Gemeinderätin Christine Lukaschek. Im Wahlkreis Amstetten trat die von ehemaligen MFG-Mitgliedern gegründete Liste Dein Ziel mit Obmann Wolfgang Durst (er hatte im Jänner 2022 das gute Ergebnis in Waidhofen an der Ybbs erzielt) an.
Die MFG erreichte 0,49 %, Dein Ziel 0,1 %.

### Tirol
Bei den Gemeinderatswahlen in Tirol am 27. Februar 2022 trat die MFG in 50 von 273 Gemeinden an und zog in 47 Gemeinden in den Gemeinderat ein. In Kufstein wurde MFG drittstärkste Kraft, knapp hinter den Grünen. Die Gewinne der MFG in Tirol gingen vor allem zu Lasten der FPÖ.
Bei den Landtagswahlen in Tirol am 25. September 2022 erreichte die MFG 2,78 Prozent der Stimmen und verfehlte damit den Einzug in den Landtag deutlich.

### Burgenland
Das Ergebnis bei den Gemeinderatswahlen im Burgenland mit nur vier Mandaten war für Landeschef Helmut Eller, der zwei Tage nach dieser Wahl aus der Partei austrat, ernüchternd. Er sah „Intrigen“ in der Bundespartei, die dabei sei, „sich in die Luft zu sprengen“. Eller sprach auch von „autokratischen Zuständen“. Bei der Landtagswahl im Burgenland 2025 kandidierten einige Ex-MFG-Politiker für die Liste Hausverstand.

### Salzburg
Bei der Landtagswahl in Salzburg 2023 erhielt die Partei 0,77 % der Stimmen und verfehlte damit klar die Hürde für den Einzug in den Landtag von 5 Prozent.

### Kärnten
Die geplante Kandidatur bei der Landtagswahl in Kärnten 2023 scheiterte an einem parteiinternen Konflikt. Landessprecher und designierter Spitzenkandidat Alexander Todor-Kostic wurde durch den Bundesvorstand wegen „parteischädigenden Verhaltens“ seiner Funktion enthoben. Mit ihm verließ der Rest des Vorstands der Kärntner Landesgruppe die MFG. Todor-Kostic tritt mit der von ihm neu gegründeten Vision Österreich bei der Landtagswahl an. Der neue, interimistische Landesparteiobmann Ernst Koschier-Ladstätter trat im November 2022 zurück.

### Nationalratswahl 2024
Bei der Nationalratswahl 2024 trat die MFG in allen Bundesländern außer Burgenland und Kärnten an. Sie erhielt 19.785 Stimmen (0,4 %) und verfehlte den Einzug in den Nationalrat klar.

## Positionen und Reaktionen

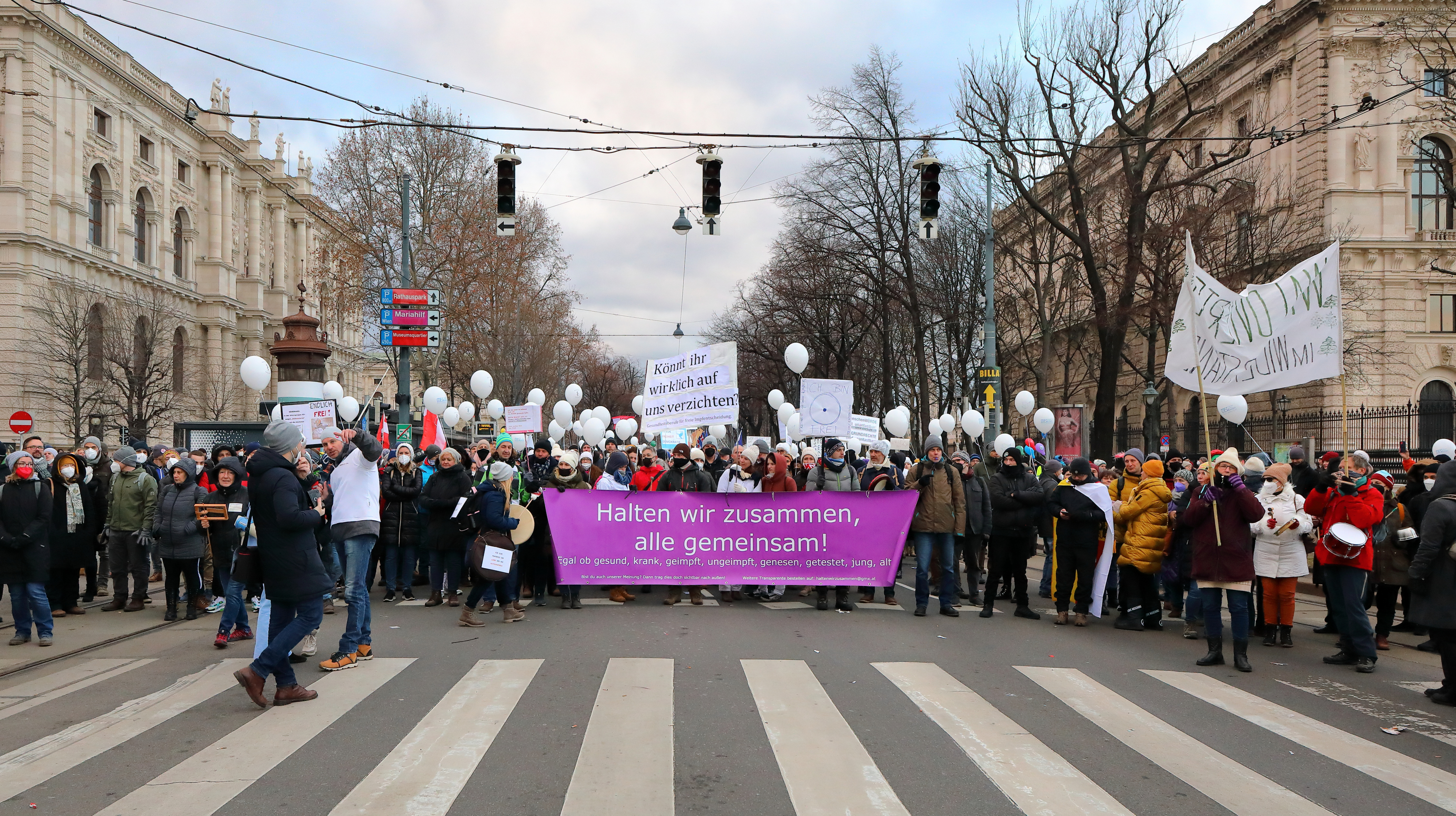
MFG-Sympathisanten bzw. Vertreter bei einer Großdemonstration am 8. Jänner 2022 in Wien

Die Partei wird von Medien meist als „Impfgegner-“ oder „Impfkritiker-Partei“ bezeichnet. Werner Reisinger von der Augsburger Allgemeinen schrieb von einer Verharmlosung des Coronavirus seitens der Partei „unter Zuhilfenahme von Faktenverdrehung und Verschwörungsideologie“.
In Social-Media-Gruppen der Liste MFG wurde über den Schwächeanfall von Eva Maria Holzleitner (SPÖ) im Parlament gespottet, die als „Impfpropagandistin“ beschimpft wurde. Oberösterreichs MFG-Klubchef Manuel Krautgartner entschuldigte sich nach diesem Vorfall telefonisch bei der Nationalratsabgeordneten.
Nachdem Mediziner und Personal des Rieder Krankenhauses im Oktober 2021 mit einem Flashmob auf die prekäre Situation in den Spitälern aufmerksam gemacht und dabei auch zur Corona-Impfung aufgerufen hatten, postete die Rieder MFG-Kommunalpolitikerin Petra Saleh-Agha auf Facebook den Satz „Schämt euch !!!!!! alles Verbrecher“. Daraufhin kündigte MFG-Landtagsklubobmann Krautgartner ein klärendes Gespräch mit Saleh-Agha an. Zur Frage, ob die Landesgruppe die öffentliche Empörung nachvollziehen könne, wollte Krautgartner nichts sagen. Laut der Kronen Zeitung, die eine Juristenmeinung zitierte, könne jeder, der auf Fotos des Flashmobs zu sehen sei, mit einer Klage gegen die MFG vorgehen.
Nachdem der Linzer MFG-Gemeinderat und Fraktionsobmann Norbert Obermayr im November 2021 im Gemeinderat für den Einsatz eines Impfbusses gestimmt hatte, entschuldigte sich MFG-Bundesgeschäftsführer Gerhard Pöttler bei den Wählern und warf Obermayr mit sofortiger Wirkung aus der Partei.
Nach dem verpassten Einzug in den Tiroler Landtag trat mit Gerhard Pöttler der bisherige Bundesgeschäftsführer, Bundesfinanzreferent und Chef der Landesgruppe in Salzburg von seinen Ämtern zurück und gab seinen Parteiaustritt bekannt. Grund für den Schritt dürften interne Differenzen über den Kurs der impfkritischen Partei gewesen sein. Sich an das bestehende System anzubiedern sei aus seiner Sicht auch schon bei der MFG passiert. Konkret führte der Salzburger eine Rechnung für eine Coachingausbildung für die drei MFG-Landtagsabgeordneten in Oberösterreich in der Höhe von 28.800 Euro für insgesamt 30 Einheiten an. Das sei gesetzlich zwar im Parteienfinanzierungsgesetz geregelt und auch genehmigt, moralisch sei es für ihn in einer MFG, die „anders“ sein wolle, aber nicht vertretbar, für eine Einheit pro Person fast 1000 Euro Steuergeld brutto zu bezahlen, während sich viele Menschen die Grundbedürfnisse des täglichen Lebens nicht mehr leisten könnten.
Im August 2023 berichtete Der Standard über eine zunehmende ideologische Annäherung an die FPÖ, lediglich in einigen gesellschaftspolitischen Themen gibt es nennenswerte andere Positionen. Neben den Klassikern Impfung und Corona versucht die Partei neue Themenfelder zu besetzen, um sich breiter aufzustellen. So tritt sie für die Legalisierung von Cannabis ein, stellt die Frage in den Raum, ob das Wetter manipuliert werden könne, oder macht gegen die "Migrationsflut" Stimmung. Die Neutralität Österreichs wird beschworen; Parteimitglieder tauchen bei Kundgebungen in Wien auf, bei denen auch die Fahnen von Russland wehen. Auf dem Telegram-Kanal der Partei werden Beiträge von den rechten Medien geteilt, die für die Verbreitung von Verschwörungserzählungen bekannt sind. Unter anderem beteiligte man sich an einer Diskussion des umstrittenen Magazins „Info-Direkt“ mit dem Rechtsextremisten Martin Sellner von der Identitären Bewegung. In einer MFG-Presseaussendung im September 2023 wurden die Regeln der Weltgesundheitsorganisation als "Gefahr für Freiheit und Demokratie" bezeichnet, ihr wurde dabei vorgeworfen, die alleinige Deutungshoheit über die Wissenschaft erlangen und die Menschenrechte eliminieren zu wollen.
MFG setzt sich für die Abwendung der Einführung einer Haushaltsabgabe zur Finanzierung des Österreichischen Rundfunks ein.

## Vorstand
- Parteiobmann: Joachim Aigner
- Parteiobmann-Stv.: Dagmar Häusler
- Bundesfinanzreferent: Manuel Krautgartner[44]
- Schriftführerin: Karin Waltran
- Stellvertretende Schriftführerin: Andrea Kamper[44][45]